# 甯時謨
甯時謨（1562年—？），或作甯時鏌，號昆吾，陕西西安府同州郃阳县人，明朝政治人物。

## 生平
書三房，嘉靖壬戌十二月二十二日生。万历七年（1579年）己卯科陕西鄉試舉人，十七年（1589年）己丑科三甲一百八十七名進士，都察院觀政，十八年四月授北直隶濬縣知縣，二十四年升兵部主事，二十七年升员外郎，二十九年革职为民。天启三年（1623年）赠光禄寺少卿。